# Râul Ciorâca
Râul Ciorâca este un curs de apă, afluent al râului Vedea. 